# Hügelgräberheide bei Langeloh
Die Hügelgräberheide bei Langeloh ist ein Naturschutzgebiet in der niedersächsischen Stadt Schneverdingen im Landkreis Heidekreis.

## Allgemeines
Das Naturschutzgebiet mit dem Kennzeichen NSG LÜ 014 ist 27,5 Hektar groß. Es steht seit dem 16. November 1967 unter Naturschutz. Zuständige untere Naturschutzbehörde ist der Landkreis Heidekreis.

## Beschreibung
Das Naturschutzgebiet liegt südlich von Schneverdingen im Naturpark Lüneburger Heide. Es stellt einen Rest der früher landschaftsprägenden Heidelandschaft unter Schutz. Im Westen des Naturschutzgebietes befindet sich ein teilweise verlandeter Heideschlatt, der über die Grenze des Schutzgebietes hinausreicht. Die auf den Heideflächen wachsenden Birken und Kiefern werden von Zeit zu Zeit durch Pflegemaßnahmen zurückgedrängt, um das Wachstum der Heidevegetation zu begünstigen.
Innerhalb des Naturschutzgebietes befinden sich zahlreiche Hügelgräber, die das Gebiet auch zu einem kulturhistorisch wertvollen Schutzgebiet machen. Die bronzezeitlichen Grabhügel liegen in zwei Gruppen verteilt auf sandigen Erhöhungen. Sie weisen zum Teil ringförmige Gräben mit Standspuren einstiger Steinkränze auf. Am Nordrand des Gräberfeldes wurden kleine runde oder längliche Erhöhungen gefunden. Diese können nach Assendorp als Grabmarkierungen eines eisenzeitlichen Urnenfeldes gedeutet werden.